# Taina Kolkkala
Taina Maria Kolkkala (Pori, 24 de outubro de 1976) é um atleta finlandesa de lançamento de dardo que participou dos Jogos Olímpicos de Verão de 1996, 2000, 2004.